# Millie Gibson

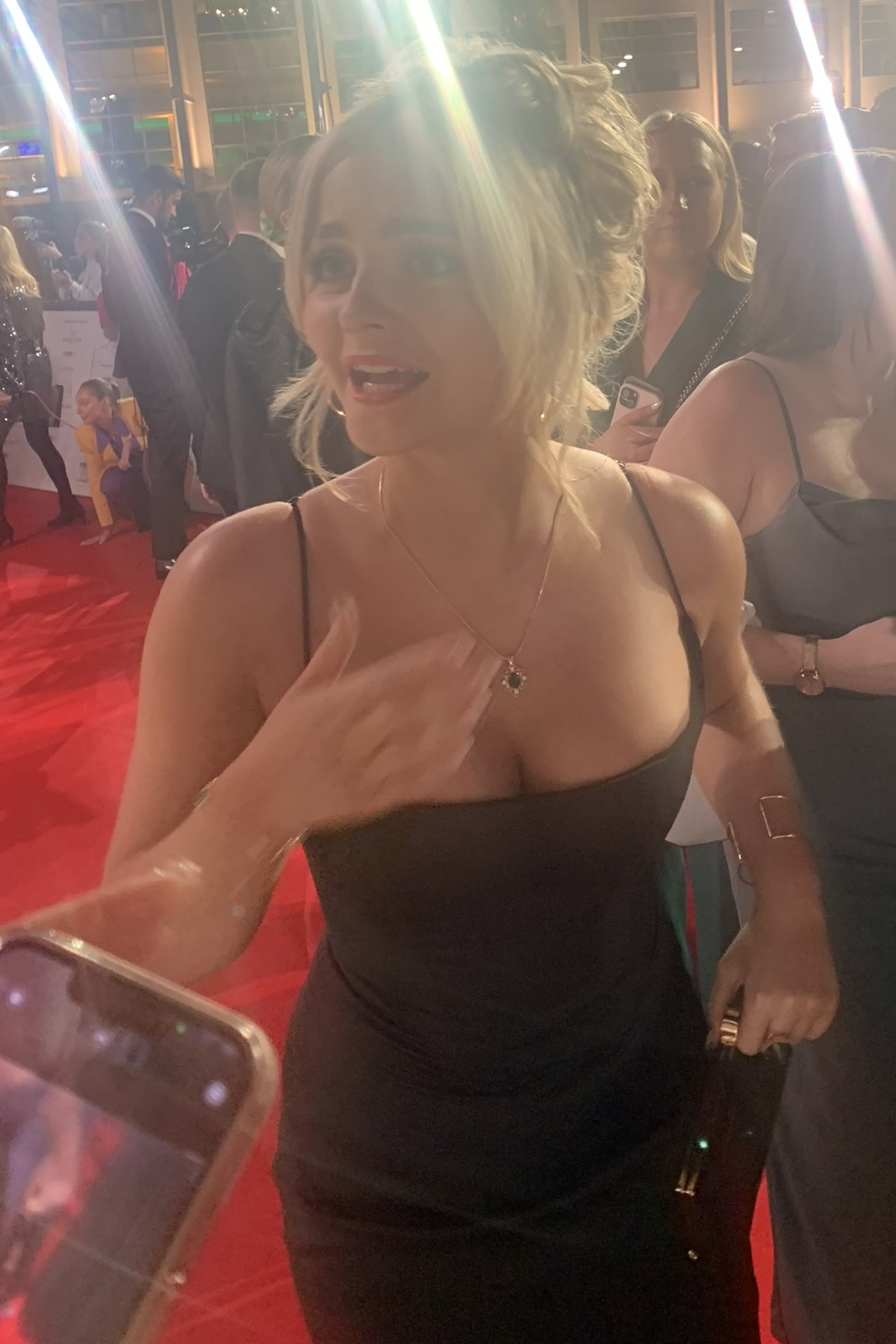
Millie Gibson (2022)

Millie Gibson (* 19. Juni 2004 in Tameside als Amelia Eve Gibson) ist eine britische Schauspielerin.

## Leben
Millie Gibson erhielt im Rahmen der Oldham Theatre Workshops Schauspielunterricht, wo sie von einer Talentagentur entdeckt wurde. Während ihrer Ausbildung stand sie 2015 als Grace in Eyam und als Joy Foster in Comfort and Joy auf der Bühne.
Von 2017 bis 2018 war sie in der zweiten und dritten Staffel der CBBC-Serie Jamie Johnson in einer Hauptrolle als Indira zu sehen. Eine Episodenrolle folgte in der Serie Love, Lies and Records von BBC One. In der ITV-Miniserie Butterfly – Alle meine Farben gehörte sie als Lily Duffy zur Hauptbesetzung. In der ITV-Serie Coronation Street verkörperte sie von 2019 bis 2022 die Rolle der Kelly Neelan. Für deren Darstellung wurde sie 2022 im Rahmen der British Soap Awards als Best Young Performer ausgezeichnet. Für BBC Radio 4 war sie in Me Myself I als Esme und in Stone als Alice zu hören.
2023 übernahm sie in der 14. Staffel der Fernsehserie Doctor Who an der Seite von Ncuti Gatwa als 15. Doktor die Rolle von dessen Begleiterin Ruby Sunday. Ihr Debüt in dieser Serie gab sie in dem im Dezember 2023 erstmals ausgestrahlten Weihnachtsspecial Vom Himmel hoch.
In den deutschsprachigen Fassungen wurde sie unter anderem von Yamuna Kemmerling in Doctor Who sowie von Johanna Schmoll in Butterfly synchronisiert.

## Filmografie (Auswahl)
- 2017–2018: Jamie Johnson (Fernsehserie, 16 Episoden)
- 2017: Love, Lies and Records (Fernsehserie, Episode 1x03)
- 2018: Butterfly – Alle meine Farben (Butterfly, Mini-Serie, 3 Episoden)
- 2019–2022: Coronation Street (Fernsehserie, 172 Episoden)
- seit 2023: Doctor Who (Fernsehserie)